# Tarasa
Tarasa é um género botânico pertencente à família Malvaceae.

## Espécies
- Tarasa tenella

1. ↑  «Tarasa — World Flora Online». www.worldfloraonline.org. Consultado em 19 de agosto de 2020